# Nina Poore
Lady Nina Maria Benita Poore, duchessa di Hamilton (Salisbury, 13 maggio 1878 – 12 gennaio 1951), è stata una nobildonna scozzese.

## Biografia

### Infanzia
Era la figlia del maggiore Robert Poore (1834-1918) e di sua moglie Juliana Benita Lowry-Corry (?-1926).

### Matrimonio

Stemma dei Duchi di Hamilton

Sposò, il 4 dicembre 1901, Alfred Douglas-Hamilton, XIII duca di Hamilton, figlio del capitano Charles Henry Hamilton e di Elizabeth Anne Hill. Ebbero sette figli.

### Ultimi anni e morte
È stata la cofondatrice, nel 1903, della Animal Defence and Anti-Vivisection Society, con Lizzy Lind af Hageby, e nel 1912 è diventata una dei fondatori della società scozzese per la prevenzione della vivisezione.
Morì il 12 gennaio 1951, all'età di 72 anni.

## Discendenza
Dal matrimonio tra Nina Poore e Alfred Douglas-Hamilton, XIII duca di Hamilton nacquero:
- Douglas Douglas-Hamilton, XIV duca di Hamilton (3 febbraio 1903-1973);
- Lady Jean Douglas-Hamilton (11 giugno 1904), sposò in prime nozze Charles Mackintosh, sposò in seconde nozze il maggiore Leo Zinoviev, sposò in terze nozze Vivian Norton-Bell, non ebbe figli da nessuno dei tre matrimoni;
- George Douglas-Hamilton, X conte di Selkirk (4 gennaio 1906-24 novembre 1994);
- Lady Margaret Douglas-Hamilton (13 ottobre 1907), sposò il maggiore James Drummond-Hay, non ebbero figli;
- Lord Malcolm Douglas-Hamilton (12 novembre 1909-21 luglio 1964), sposò Clodagh Pamela Bowes-Lyon, ebbero quattro figli;
- Lord David Douglas-Hamilton (8 novembre 1912-2 agosto 1944), sposò Ann Prunella Stack, ebbero due figli;
- Lady Mairi Nina Douglas-Hamilton (27 agosto 1914-27 maggio 1927).